# Tårnby Torv
Tårnby Torv er et indkøbscenter beliggende på Amager som en del af Tårnby Kommune. Butikscenteret blev bygget i 1967 og er på omkring 7.000 kvm butiksareal på 2 planer. Selve byggeriet ejes i dag af AP Pension. Ved siden af ligger Tårnby Station og Øresundsmotorvejen til Københavns Lufthavn/Øresundsbroen. Tæt på ligger Tårnby Stadion.
Tårnby Torv fik en central placering da Øresundforbindelsen blev bygget, og der blev åbnet en station lige ved siden af. Ligesom op- og nedkørsler til motorvejen blev placeret her. På et tidspunkt var der store udbygningsplaner for centret der skulle udvides til et egentligt storcenter i flere etager hen over stationen og motorvejen. Planen var at centret skulle være Amagers vigtigste center. Men planerne blev skudt i sænk, og i stedet åbnede Field's i den nærliggende Ørestad og fjernede grundlaget for en større udvidelse af Tårnby Torv.
55°37′51″N 12°36′2″Ø / 55.63083°N 12.60056°Ø